# Cross Lanes (Virginia Occidental)
Cross Lanes es un lugar designado por el censo ubicado en el condado de Kanawha en el estado estadounidense de Virginia Occidental. En el Censo de 2010 tenía una población de 9995 habitantes y una densidad poblacional de 601,01 personas por km².

## Geografía
Cross Lanes se encuentra ubicado en las coordenadas 38°26′22″N 81°46′27″O / 38.43944, -81.77417. Según la Oficina del Censo de los Estados Unidos, Cross Lanes tiene una superficie total de 16.63 km², de la cual 16.52 km² corresponden a tierra firme y (0.65%) 0.11 km² es agua.

## Demografía
Según el censo de 2010, había 9995 personas residiendo en Cross Lanes. La densidad de población era de 601,01 hab./km². De los 9995 habitantes, Cross Lanes estaba compuesto por el 91.81% blancos, el 4.67% eran afroamericanos, el 0.17% eran amerindios, el 1.22% eran asiáticos, el 0.02% eran isleños del Pacífico, el 0.46% eran de otras razas y el 1.65% pertenecían a dos o más razas. Del total de la población el 1.13% eran hispanos o latinos de cualquier raza.